# تيري هولمز
تيري هولمز (بالإنجليزية: Terry Holmes)‏ هو لاعب دوري الرغبي بريطاني، ولد في 10 مارس 1957 في كارديف في المملكة المتحدة.

## وصلات خارجية
- تيري هولمز عل موقع إسبنسكروم (الإنجليزية)